# Moclinejo
Moclinejo település Spanyolországban, Málaga tartományban. Moclinejo Málaga, Almáchar, Rincón de la Victoria, Totalán, El Borge és Macharaviaya községekkel határos. Lakosainak száma 1227 fő (2024).

## Népesség
A település népessége az elmúlt években az alábbi módon változott:
| Lakosok száma | 1148 | 1147 | 1245 | 1256 | 1295 | 1256 | 1204 | 1271 | 1243 | 1227 |
|               | 2001 | 2004 | 2007 | 2009 | 2012 | 2014 | 2017 | 2019 | 2022 | 2024 |